# Magdalena Kopp
Magdalena Cäcilia Kopp (* 2. April 1948 in Neu-Ulm; † 15. Juni 2015 in Frankfurt am Main) war eine deutsche Terroristin der Revolutionären Zellen und die Ehefrau des als „Carlos“ bekannten Terroristen Ilich Ramírez Sánchez.

## Leben
Magdalena Kopp wuchs im bayerisch-schwäbischen Neu-Ulm als Tochter eines Postbeamten und einer Kellnerin auf. Als Realschülerin lernte sie Michel Leiner (1942–2014) kennen, der an der Ulmer Hochschule für Gestaltung studierte, als SDS-Mitglied in der linken Studentenbewegung aktiv war und ihr Lebensgefährte wurde. Nach dem Schulabschluss begann sie eine Fotografenlehre, die sie zunächst abbrach und von 1967 bis 1969 in Berlin an der Lette-Schule abschloss. 1969 zog sie zu Leiner nach Frankfurt am Main, wo Tochter Anna zur Welt kam und Leiner Herstellungsleiter und Art Director beim 1970 gegründeten Verlag Roter Stern wurde, für den in der Folge auch Kopp arbeitete.
Sie verliebte sich 1972 in den Verlagsmitarbeiter Johannes Weinrich, für den sie ihren Mann verließ. Mit Weinrich zog sie zunächst nach Bochum, bevor sie mit ihrer Tochter nach Gaiganz bei Erlangen ging, wo sie als Repro-Fotografin arbeitete. Ihr Arbeitgeber war die von Gerd-Hinrich Schnepel geführte „Politladen Buchhandlung und Verlags GmbH“, die eng mit der linksradikalen Frankfurter Szene verbunden war. Kopp gehörte zu den Mitbegründern der Frankfurter „Revolutionären Zellen“ (RZ). Mitglieder dieser Gruppe, der neben Weinrich und Schnepel auch Hans-Joachim Klein, Wilfried Böse und Brigitte Kuhlmann angehörten, waren an dem Überfall auf die OPEC-Konferenz 1975 und an der Entführung einer Air-France-Maschine von Athen nach Entebbe im Jahr 1976 beteiligt.
Mit Weinrich, der 1975 an einem fehlgeschlagenen Anschlag auf ein israelisches Flugzeug auf dem Pariser Flughafen beteiligt war, tauchte sie 1978 im Ausland unter. Ihre Tochter ließ sie bei deren Vater zurück. Weinrich war mit dem international gesuchten Terroristen Ilich Ramírez Sánchez, genannt Carlos, befreundet. Ende 1978 reiste Kopp über Prag nach Bagdad, wo Carlos unter dem Schutz des irakischen Geheimdienstes lebte.
Ab 1979 war Kopp mit Carlos liiert und arbeitete im engsten Führungskreis seiner Organisation Internationalistischer Revolutionäre mit. Am 16. Februar 1982 wurde sie in Paris auf den Champs-Elysées mit dem Mittäter Bruno Breguet verhaftet, als sie einen Sprengstoffanschlag auf die Botschaft Kuwaits verüben wollte, mit dem Schutzgeld erpresst werden sollte.
Während ihrer Inhaftierung verübte Carlos als Vergeltung mehrere Anschläge auf arabische und französische Einrichtungen mit zahlreichen Todesopfern.
Bald nach ihrer Haftentlassung 1985 kehrte sie zu Carlos zurück und lebte mit ihm und der 1986 geborenen Tochter in der syrischen Hauptstadt Damaskus. 1991 ließ Carlos im Libanon seine Ehe mit Magdalena Kopp amtlich nach islamischem Recht registrieren. Kopp war bei dem amtlichen Akt nicht anwesend.
Im Mai 1991 berichtete die Illustrierte Stern in einem ausführlichen Artikel unter dem Titel „Der Pate des Terrors“, dass Kopp mit ihrer Tochter an der Seite von Carlos in Damaskus lebte. Der syrische Geheimdienst empfahl angesichts der öffentlich gewordenen Informationen, dass Kopp das Land verlassen solle. Kopp gelangte 1992 mit ihrer Tochter in Carlos’ Heimat Venezuela und lebte dort die folgenden drei Jahre unter der Obhut von Carlos’ wohlhabender und einflussreicher Familie. Im Juni 1995 berichtete das deutsche Nachrichtenmagazin Focus über die Enttarnung Kopps in der venezolanischen Stadt Valencia durch eigene Reporter. Carlos wurde 1994 im Sudan festgenommen und an Frankreich ausgeliefert. Ende 1995 kehrte Magdalena Kopp mit ihrer Tochter nach Neu-Ulm zurück, wo sie seitdem lebte. Sie sagte sich von Carlos los und stellte sich den Ermittlungsbehörden als Zeugin zur Verfügung.
Als erstem Journalisten vertraute Kopp ihre Erfahrungen und Einblicke Oliver Schröm an, der sie als wichtigste Quelle für sein 2002 erschienenes Buch Im Schatten des Schakals: Carlos und die Wegbereiter des internationalen Terrorismus einstufte. In den folgenden Jahren verarbeitete sie ihre Erinnerungen an die 13 Jahre mit Carlos in einem autobiographischen Buch mit dem Titel Die Terrorjahre: Mein Leben an der Seite von Carlos, das 2007 veröffentlicht wurde. In der Filmbiographie Carlos – Der Schakal des Regisseurs Olivier Assayas (2010) spielte Nora von Waldstätten die Rolle der Magdalena Kopp.
Der Dokumentarfilm In The Darkroom (2013) von Nadav Schirman beleuchtet mit Interviews der Beteiligten aus der RZ, Magdalena Kopp und der gemeinsamen Tochter Rosa die Beziehung zu Carlos und ihren Weg an der Seite des Top-Terroristen.
Am 15. Juni 2015 starb Magdalena Kopp in Frankfurt.

## Veröffentlichungen
- Die Terrorjahre. Mein Leben an der Seite von Carlos. DVA, München 2007, ISBN 978-3-421-04269-9.
- mit Jochem Hendricks: Revolutionäres Archiv, Buchhandlung König, Köln 2015, ISBN 978-3-86335-506-7.

## Dokumentarfilm
- Nadav Schirman: Die Frau des Schakals (englischer Originaltitel: In the Darkroom), Deutschland/Israel/Finnland/Rumänien/Italien 2012, 90 Minuten